# Comitatul Gila, Arizona
Comitatul Gila, conform originalului din engleză, Gila County (cod FIPS, 04-007), este unul din cele 15 comitate ale statului american Arizona, fiind situat în partea centrală a statului arizonian. Conform datelor statistice ale recensământului din anul 2000, furnizate de United States Census Bureau, populația sa totală era de 51.335  de locuitori. Sediul comitatului este orașul Globe.
Comitatul Gila conține părți ale revervațiilor populațiilor nativilor-americani numite Fort Apache Indian Reservation și San Carlos Indian Reservation.

## Geografie
Conform datelor statistice furnizate de United States Census Bureau, comitatul are o suprafață totală de 16.107 km2 (sau de 6,219 mile patrate), dintre care 15.978 km2 (sau 6,169 square miles) este uscat și doar 0.79 % (127 km2 sau 49 square miles) este apă.

### Drumuri importante
- Interstate 40
- U.S. Route 60
- U.S. Route 64
- U.S. Route 180
- U.S. Route 191
- State Route 64
- State Route 260
- State Route 264

## Educație
Următoarele districte școlare deservesc Comitatul Gila.

## Demografie
|  | Graficele sunt indisponibile din cauza unor probleme tehnice. Mai multe informații se găsesc la Phabricator și la wiki-ul MediaWiki. |

Date: Wikidata - grafică realizată de Wikipedia